# Pneumologie
Pneumologia  (din greaca pneumon = plămân + logos = știință)  este o ramură a medicinei care studiază aparatul respirator (plămânii, bronhiile, pleura) în condiții normale și patologice. Pneumologia include depistarea, diagnosticarea, tratarea și recuperarea bolnavilor care suferă de boli ale aparatului respirator (boli pulmonare, bronșice, pleurale și ale mediastinului), prin mijloace nechirurgicale. Cu tratamentul chirurgical al aparatului respirator se ocupă altă ramură a medicinei - chirurgia toracică, care include diagnosticul și tratamentul operator al afecțiunilor traheobronhopulmonare, ale mediastinului, pericardului, esofagului, diafragmului și ale peretelui toracic și pleurei. Pneumoftiziologia este o ramură a medicinei care include pneumologia și ftiziologia. Ftiziologia se ocupa cu cercetarea microbiologică specifică a bacilului Koch, cu epidemiologia, metodele de diagnostic, tratarea și profilaxia tuberculozei, îndeosebi a tuberculozei pulmonare.